# Bizeneuille
Bizeneuille est une commune française, située dans le département de l'Allier en région Auvergne-Rhône-Alpes.
Située au nord-est de Montluçon, la commune est peuplée de 300 habitants au recensement de 2022, appelés les Bizeneuillois et les Bizeneuilloises.

## Géographie

### Localisation et communes limitrophes
Bizeneuille est située à l'ouest du département de l'Allier, à dix kilomètres au nord-est de Montluçon.
Cinq communes sont limitrophes :
| Haut-Bocage (Louroux-Hodement) |             | Sauvagny            |
| Verneix                        | Bizeneuille |                     |
| Saint-Angel                    |             | Deneuille-les-Mines |

### Géologie
Selon une hypothèse jamais validée, Bizeneuille se situe au centre d’un cratère d’impact de 300 km de diamètre faisant partie d’une catena comprenant l'astroblème de Rochechouart-Chassenon (dont la taille serait alors de 200 km de diamètre). L’hypothèse n’est jamais prise en compte et aucune analyse des sols n’est effectuée par la suite. Cependant, l’astroblème de Rochechouart-Chassenon, formé par l'impact d'un astéroïde tombé il y a 206,9 ± 0,3 Ma (millions d'années), voit sa taille évaluée à 50 km maximum.

### Climat
Pour des articles plus généraux, voir Climat d'Auvergne-Rhône-Alpes et Climat de l'Allier.
En 2010, le climat de la commune est de type climat océanique dégradé des plaines du Centre et du Nord, selon une étude du CNRS s'appuyant sur une série de données couvrant la période 1971-2000. En 2020, Météo-France publie une typologie des climats de la France métropolitaine dans laquelle la commune est dans une zone de transition entre le climat océanique altéré et le climat de montagne ou de marges de montagne et est dans la région climatique Ouest et nord-ouest du Massif Central, caractérisée par une pluviométrie annuelle de 900 à 1 500 mm, maximale en automne et en hiver.
Pour la période 1971-2000, la température annuelle moyenne est de 10,6 °C, avec une amplitude thermique annuelle de 15,5 °C. Le cumul annuel moyen de précipitations est de 779 mm, avec 10,9 jours de précipitations en janvier et 7,1 jours en juillet. Pour la période 1991-2020, la température moyenne annuelle observée sur la station météorologique de Météo-France la plus proche, « Tortezais_sapc », sur la commune de Tortezais à 11 km à vol d'oiseau, est de 11,6 °C et le cumul annuel moyen de précipitations est de 757,2 mm,. Pour l'avenir, les paramètres climatiques de la commune estimés pour 2050 selon différents scénarios d'émission de gaz à effet de serre sont consultables sur un site dédié publié par Météo-France en novembre 2022.

## Urbanisme

### Typologie
Au 1er janvier 2024, Bizeneuille est catégorisée commune rurale à habitat très dispersé, selon la nouvelle grille communale de densité à 7 niveaux définie par l'Insee en 2022.
Elle est située hors unité urbaine. Par ailleurs la commune fait partie de l'aire d'attraction de Montluçon, dont elle est une commune de la couronne,. Cette aire, qui regroupe 58 communes, est catégorisée dans les aires de 50 000 à moins de 200 000 habitants,.

### Occupation des sols

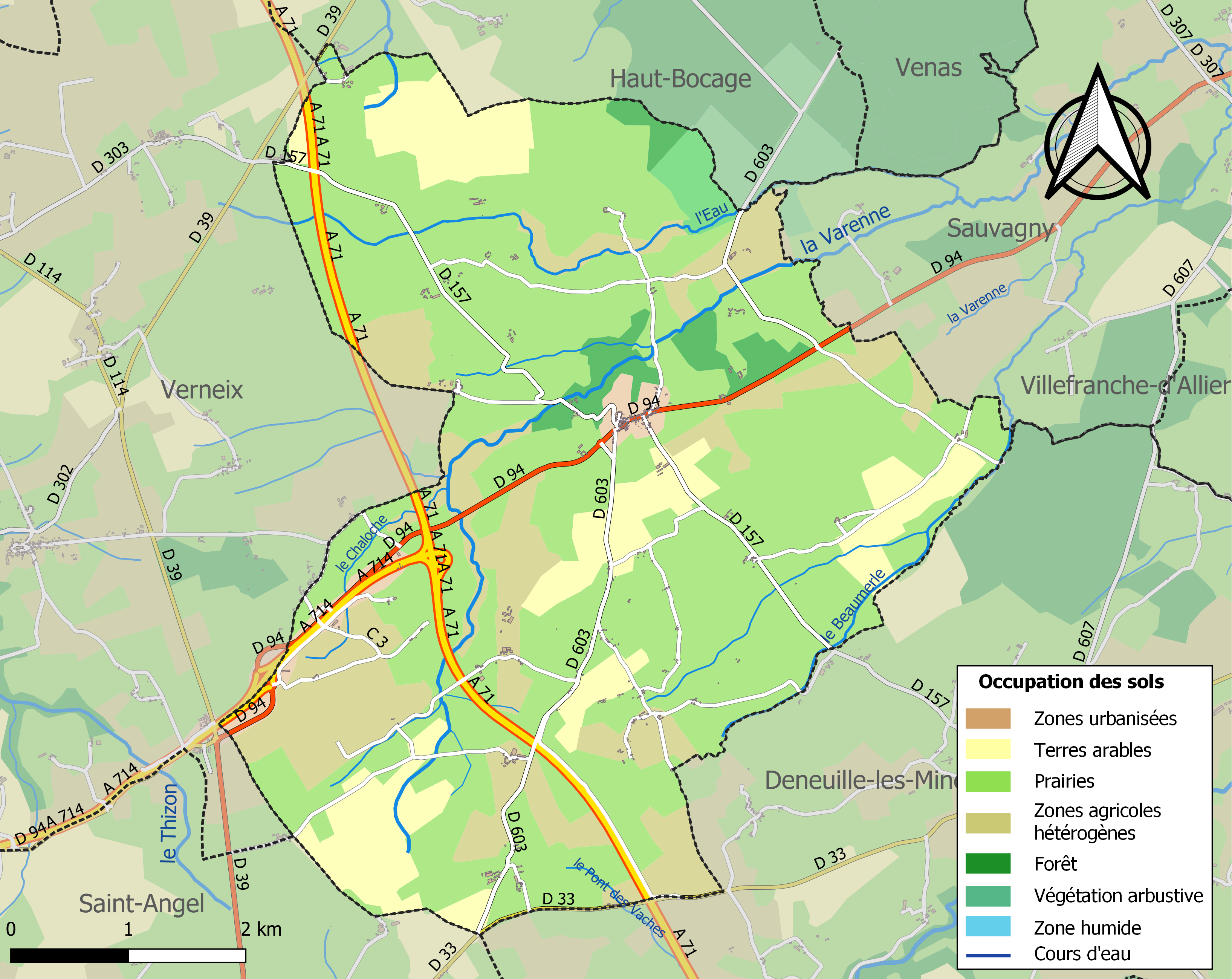
Carte des infrastructures et de l'occupation des sols de la commune en 2018 (CLC).

L'occupation des sols de la commune, telle qu'elle ressort de la base de données européenne d’occupation biophysique des sols Corine Land Cover (CLC), est marquée par l'importance des territoires agricoles (93,7 % en 2018), en diminution par rapport à 1990 (94,9 %). La répartition détaillée en 2018 est la suivante : prairies (63,4 %), zones agricoles hétérogènes (17,8 %), terres arables (12,5 %), forêts (3 %), zones industrielles ou commerciales et réseaux de communication (1,2 %), milieux à végétation arbustive et/ou herbacée (1,2 %), zones urbanisées (0,8 %).
L'IGN met par ailleurs à disposition un outil en ligne permettant de comparer l’évolution dans le temps de l’occupation des sols de la commune (ou de territoires à des échelles différentes). Plusieurs époques sont accessibles sous forme de cartes ou photos aériennes : la carte de Cassini (XVIIIe siècle), la carte d'état-major (1820-1866) et la période actuelle (1950 à aujourd'hui).

### Voies de communication et transports
Le village de Bizeneuille est traversé par la route départementale 94, ancienne route nationale 694 reliant Désertines à Moulins, et permettant de rejoindre Montluçon, à dix kilomètres au sud-ouest, et à Cosne-d'Allier au nord-est.
La D 94 permet de rejoindre l'autoroute A71, en direction de Paris, Bourges ou Clermont-Ferrand, via l'échangeur 35 de l'autoroute A714 permettant de gagner Montluçon et l'ouest du département. L'échangeur autoroutier est implanté sur le territoire de la commune.
Vers le nord-ouest et le sud-est, la route départementale 157 relie respectivement Bizeneuille à Estivareilles au nord-ouest et à Deneuille-les-Mines au sud-est, et vers le nord et le sud-ouest, Louroux-Hodement (commune déléguée de Haut-Bocage) et Saint-Angel par la route départementale 603.

## Toponymie
Anciens noms de Bizeneuille : Buginolio (fin du XIe siècle), Bugenolio (XIIe siècle).
Bizeneuille fait partie de l'aire linguistique du Croissant, zone où se mélangent l'occitan et la langue d'oïl. Dans le parler local, le village est nommé Bijeneulhe.

## Histoire
La commune de Bizeneuille a donné lieu à des fouilles archéologiques. Plusieurs objets préhistoriques ont été trouvés, en particulier un poignard en silex blond de 15 cm[réf. nécessaire].

## Politique et administration

### Découpage territorial
La commune de Bizeneuille est membre de la communauté de communes Commentry Montmarault Néris Communauté, un établissement public de coopération intercommunale (EPCI) à fiscalité propre créé le 1er janvier 2017 dont le siège est à Commentry. Ce dernier est par ailleurs membre d'autres groupements intercommunaux.
Sur le plan administratif, elle est rattachée à l'arrondissement de Montluçon, au département de l'Allier et à la région Auvergne-Rhône-Alpes. Sur le plan électoral, elle dépend du canton d'Huriel pour l'élection des conseillers départementaux, depuis le redécoupage cantonal de 2014 entré en vigueur en 2015, et de la deuxième circonscription de l'Allier pour les élections législatives, depuis le dernier découpage électoral de 2010.

### Administration municipale

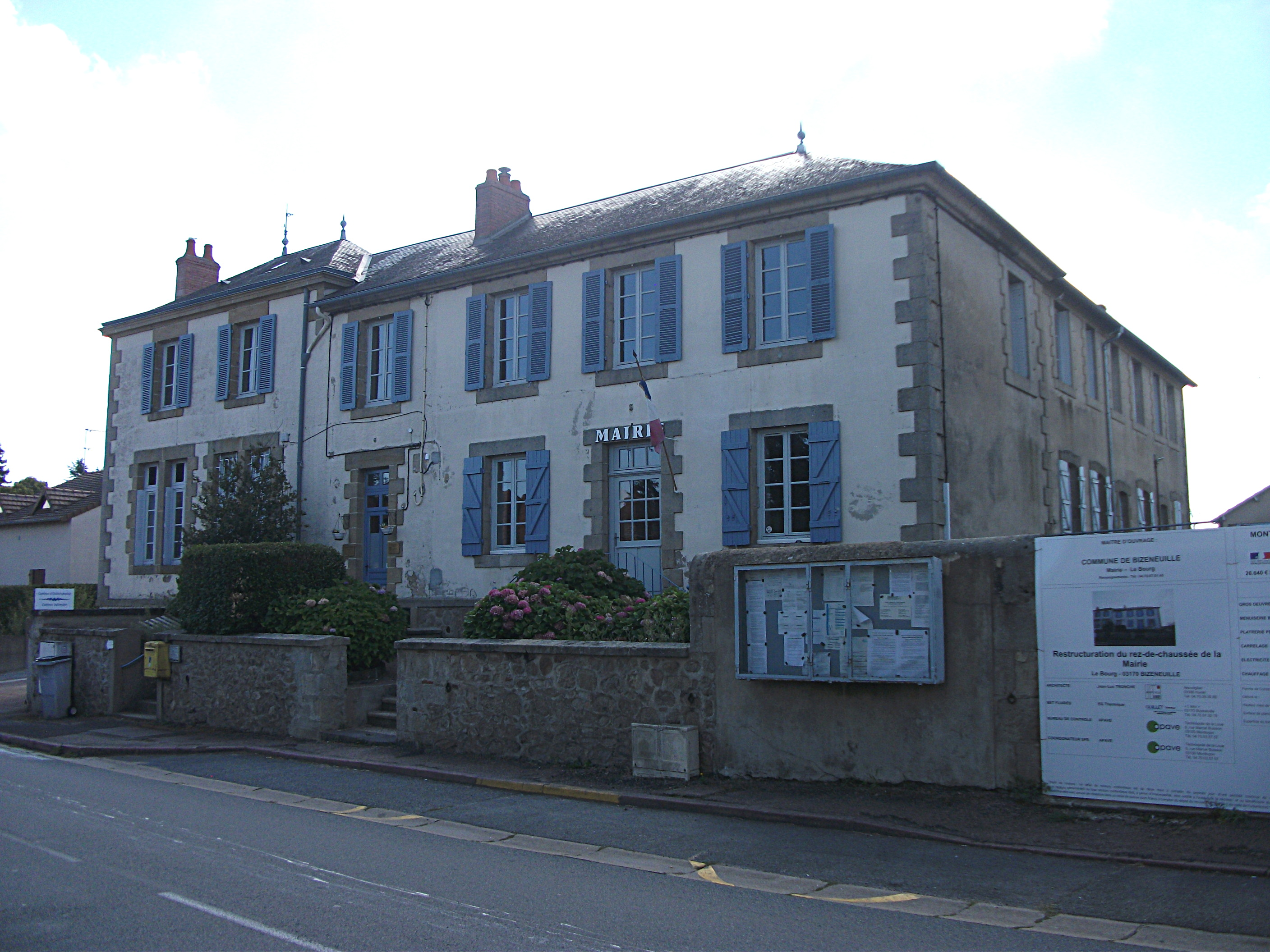
La mairie.

Aux élections municipales de 2014, le maire sortant s'est représenté. Compte tenu de la population de la commune en 2011 (283 habitants), le vote a lieu au scrutin majoritaire. Au 1er tour, deux sièges manquaient. Le taux de participation est de 87,71 %, aussi bien au premier qu'au second tour. Le maire sortant n'est pas réélu au conseil municipal du 4 avril, il est remplacé par Mme Sylvie Duong, laquelle ne s'est pas représentée en 2020.
| Période                                  | Période                   | Identité        | Étiquette | Qualité       |
| ---------------------------------------- | ------------------------- | --------------- | --------- | ------------- |
| Les données manquantes sont à compléter. |                           |                 |           |               |
| mars 2001                                | mars 2008                 | Bernard Pannini |           |               |
| mars 2008                                | avril 2014                | Alain Rousseau  |           |               |
| avril 2014                               | mai 2020                  | Sylvie Duong    |           | Fonctionnaire |
| mai 2020                                 | En cours (au 2 juin 2020) | Daniel Collinet |           |               |

## Population et société

### Démographie
Les habitants de la commune sont appelés les Bizeneuillois et les Bizeneuilloises.
L'évolution du nombre d'habitants est connue à travers les recensements de la population effectués dans la commune depuis 1793. Pour les communes de moins de 10 000 habitants, une enquête de recensement portant sur toute la population est réalisée tous les cinq ans, les populations de référence des années intermédiaires étant quant à elles estimées par interpolation ou extrapolation. Pour la commune, le premier recensement exhaustif entrant dans le cadre du nouveau dispositif a été réalisé en 2004.

En 2022, la commune comptait 300 habitants, en évolution de +1,69 % par rapport à 2016 (Allier : −1,38 %, France hors Mayotte : +2,11 %).
| 1793 | 1800 | 1806 | 1821 | 1831 | 1836 | 1841 | 1846 | 1851 |
| ---- | ---- | ---- | ---- | ---- | ---- | ---- | ---- | ---- |
| 533  | 552  | 638  | 726  | 714  | 712  | 682  | 690  | 734  |

| 1856 | 1861 | 1866 | 1872 | 1876 | 1881 | 1886 | 1891 | 1896 |
| ---- | ---- | ---- | ---- | ---- | ---- | ---- | ---- | ---- |
| 691  | 720  | 695  | 777  | 878  | 931  | 930  | 936  | 909  |

| 1901 | 1906 | 1911 | 1921 | 1926 | 1931 | 1936 | 1946 | 1954 |
| ---- | ---- | ---- | ---- | ---- | ---- | ---- | ---- | ---- |
| 903  | 883  | 820  | 696  | 634  | 601  | 551  | 517  | 503  |

| 1962 | 1968 | 1975 | 1982 | 1990 | 1999 | 2004 | 2006 | 2009 |
| ---- | ---- | ---- | ---- | ---- | ---- | ---- | ---- | ---- |
| 451  | 442  | 350  | 343  | 292  | 287  | 298  | 294  | 290  |

| 2014 | 2019 | 2022 | - | - | - | - | - | - |
| ---- | ---- | ---- | - | - | - | - | - | - |
| 294  | 291  | 300  | - | - | - | - | - | - |

## Culture locale et patrimoine

### Lieux et monuments

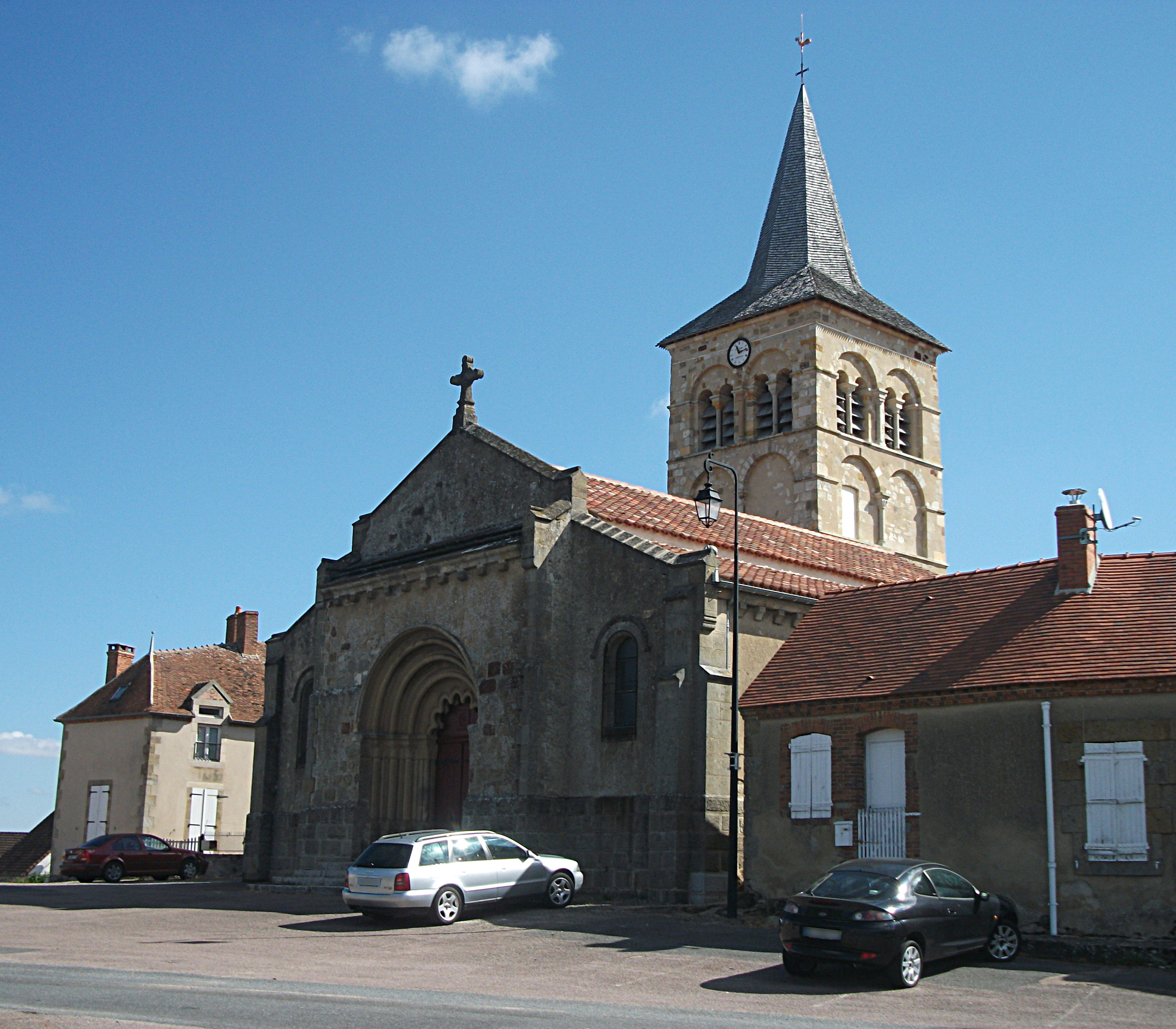
Église Saint-Martin.

- église Saint-Martin, des XIIe et XIIIe siècles ;
- château de Grandchamp (visite possible), à l'est du village ;
- château de Bagnard (gîte), à l'est du village ;
- château de Mauvaisinière, à l'ouest du village ;
- forêt de Lespinasse, au nord. Une petite partie de cette forêt domaniale est sur la commune de Bizeneuille.

### Personnalités liées à la commune
- Christophe François Camus de Richemont (1774-1813), général d'Empire ; il porte le nom de sa terre de Richemont, située au sud du territoire communal[28].

### Dans la culture populaire
Le 7 février 2021, la commune fait l'objet d'une vidéo de Mcfly et Carlito, publiée sur leur chaîne YouTube. Dans celle-ci, le duo propose à Joyca, un autre vidéaste, une partie de jeu vidéo. Ce dernier la perd, et a ainsi pour gage d'acheter une maison. Les vidéastes trouvent une maison délabrée de 40 m2, vendue au prix de 4 000 €, située sur le territoire communal, non loin de l'église. Ils contactent alors l'agente immobilière chargée de ce bien et Joyca devient officiellement le propriétaire de cette maison. L'objectif des vidéastes est de rénover la maison, puis l'offrir à une personne nécessiteuse,,. Le 5 juillet 2023, la maison est inaugurée par Joyca, Mcfly et Carlito. Chacune des trois vidéos à propos du projet dépasse les 5 millions de vues, et les deux dernières, ainsi que les travaux sont soutenus et financés par les entreprises de rénovation et de décoration Displate, Mr.Bricolage, Emma et Boulanger,. La vidéo de l'inauguration est postée sur leur chaîne YouTube le 30 juillet 2023. Les vidéastes décident finalement de faire don de la maison à la Croix-Rouge française,.